# 마야 크로미크
마야 블라디슬라보브나 크로미크(러시아어: Майя Владиславовна Хромых)는 러시아의 피겨스케이팅 선수로, 2021 그란 프레미오 디'이탈리아 은메달리스트, 2021 로스텔콤 컵 동메달리스트, 2021 CS 바르샤바 컵 챔피언, 그리고 2021 부다페스트 트로피 챔피언이다.
2019년 JGP 프랑스 동메달리스트이며, 2019년 데니스 텐 메모리얼 챌린지 은메달리스트이다. 그녀는 2020년 세계 주니어 선수권 대회에서 4위를 차지했다.

## 개인 생활
마야 크로미크는 2006년 5월 25일 러시아 니즈니타길에서 태어났다. 마야의 아버지 블라디슬라프 크로미크는 아이스하키 선수이다. 2017년 동계 유니버시아드에서 러시아 아이스하키 팀의 수석 코치로 금메달을 땄다. 오빠 야로슬라프는 하키 선수이다.

## 경력

### 초기
크로미크는 2009년에 세 살 때부터 스케이트를 배우기 시작했다. 그녀는 2018년 가을까지 삼보-70 '크루스탈니'에서 안나 볼디나와 안나 차레바에게 지도를 받았다. 그리고 나서 그녀는 에테리 투트베리제, 다닐 글라이첸가우즈, 세르게이 두다코프와 합류했다.

### 2019-20 시즌
크로미크는 러시아 노브고로드에서 열린 2019 러시아컵 결승에서 다리아 우사체바와 함께 주니어 여자 금메달을 획득해 총점 189.83점으로 은메달, 안나 프롤로바가 189.38점으로 동메달을 차지했다.
국제 무대에서 크로미크는 2019년 8월 쿠쉐벨에서 열린 2019 JGP 프랑스 대회에서 2019/2020 스케이트 시즌에 데뷔했다. 쇼트 프로그램에서 우승했지만 프리스케이팅에서 5위를 차지했으며, 금메달을 획득한 자신과 같은 국가인 러시아의 카밀라 발리예바와 대한민국의 은메달리스트 위서영에 이어 종합 3위를 차지했다.
9월에 열린 2019 JGP 라트비아 대회에서 크로미크는 쇼트 프로그램에 이어 2위를 차지했지만 프리스케이팅 순위에서 4위로 밀려 전체 4위를 차지했다.
크로미크는 카자흐스탄의 알마티에서 열린 데니스 텐 메모리얼 챌린지에 참가하여 같은 러시아 선수 다리아 우사체바에 이어 은메달을 획득했다.
2020년 2월, 크로미크는 모르도비아 사란스크에서 열린 러시아 주니어 내셔널스 2020에서 총점 204.40점을 받아 5위를 차지했다.
2020년 세계 주니어 피겨 스케이팅 선수권 대회에에 출전한 첫 시즌에는 러시아를 대표하는 3명의 주요 엔트리 중 한 명으로 선발되었다 크로미크는 트리플 루프 착지에서 약간의 실수를 한 후, 쇼트 프로그램에서 5위로 마쳤다. 프리 스케이트에서 쿼드 살코 시도에 착지에서 벗어났지만, 넘어지는 것을 피했고 나머지 프로그램에서 깨끗하게 스케이트를 탔다. 프리 스케이트와 총점에서 새로운 개인 최고 점수를 얻었다. 그녀는 종합 4위로 마쳤다.

### 2020–21 시즌
크로미크는 러시아 시즈란에서 열린 러시아 컵 1차 대회와 러시아 카잔에서 열린 러시안 컵 4차 대회에서 동메달을 획득했다.
이 결과는 쇼트 프로그램에서 7위를 한 2021년 러시아 선수권 대회에 출전할 자격을 주었다. 프리스케이팅에서 5위를 했는데, 쿼드 토루프에서 넘어졌지만 7개의 트리플 점프를 착지했고, 전체 5위를 했다.
2월에 크로미크는 건강상의 이유로 기권한 알료나 코스토르나야를 대신하여 취소된 유럽 선수권 대회 대신 편성된 텔레비전으로 중계되는 팀 이벤트인 2021 채널 원 트로피에 참가했다. 그녀는 예브게니야 메드베데바가 주장하는 타임 오브 퍼스트 팀에 선정되었다. 타임 오브 퍼스트는 전체 2위로 마친 반면, 그녀는 쇼트 프로그램에서 5위, 프리 스케이트에서 6위를 차지했다.
크로미크의 이번 시즌 마지막 경기는 러시아 컵 결승전으로 쇼트프로그램에서 4위를 기록했다. 프리스케이팅에서 처음으로 쿼드 룹을 착지했고, 쿼드러플 살코를 도입해서 착지했다. 프리스케이팅에서 발리예바가 쿼드에 넘어진 것에 이어 1위를 차지했고, 발리예바의 강력한 쇼트프로그램에 기초하여 카밀라 발리예바에 불과 2.04점 차로 뒤져 종합 2위를 차지했다.

### 2021–22 시즌
크로미크는 2021-22 시즌을 위한 프로그램을 2021 러시아 테스트 스케이트 경기에서 데뷔했다. 프리 스케이트에서 크로미크는 경쟁적인 환경에서 경력에서 두 번째로 쿼드 토루프를 깔끔하게 잡았지만, 나중에 쿼드 살코를 싱글로 만들었다.
크로미크는 이후 10월 중순 2021 부다페스트 트로피에서 자신의 경쟁 시즌을 시작했고, 쇼트 프로그램에서 팀 동료 안나 셰르바코바에 이어 2위를 차지했다. 프리스케이팅에서 크로미크는 깨끗한 쿼드 토루프-트리플 토루프 콤비네이션을 받아 안나 셰르바코바를 앞서고 시니어 데뷔전에서 우승했다.
크로미크는 2021 그란 프레미오 디'이탈리아에서 그랑프리 데뷔전을 치렀고 쇼트 프로그램에서 로에나 헨드릭스에 이어 2위를 차지했다. 프리스케이팅에서 크로미크는 성공적으로 쿼드루프 2개를 착지했고 자신의 개인 최고 점수인 154.31점을 획득하여 같은 러시아 선수인 안나 셰르바코바에 이어 은메달을 땄다. 크로미크는 다음 대회인 2021 CS 바르샤바 컵에서 쇼트 프로그램에서 1위를 차지했지만 프리 스케이트에서 점프 패스, 특히 2번의 쿼드러플 토룹과 트리플 룹에서 넘어져 프리 프로그램에서 2위로 떨어졌다. 쇼트 후 그녀의 리드는 그녀의 점수를 강화했고 타이틀을 차지하기 위해 그녀를 전체적으로 선두로 유지했다.
크로미크는 2021 로스텔레콤 컵에서 트리플 러츠-트리플 토루프 콤비네이션에서 트리플 러츠에 넘어져 쇼트 프로그램에서 5위를 차지했지만 프리 스케이팅에서 쿼드 루프를 모두 착지하여 2위로 올랐고 카밀라 발리예바와 옐리자베타 툭타미셰바에 이어 종합 3위를 차지했다. 그녀의 두 번의 그랑프리 대회에서의 결과는 크로미크가 2021-22 그랑프리 파이널에 진출할 수 있는 자격을 얻었으며 발리예바, 셰르바코바, 툭타미셰바에 이어 4위를 차지했다. 하지만 결승전은 오미크론 변종으로 인한 제한으로 인해 취소되었다
2022 러시아 선수권 대회에서 크로미크는 시니어 자격을 갖춘 선수 중 8위와 5위를 차지했다. 크로미크는 2022년 1월 20일 동계 올림픽에 출전할 러시아 여자 대표팀의 두 번째 후보로 지명되었다.

## 프로그램 목록
| 시즌      | 쇼트 프로그램                                                                                        | 프리 스케이팅 | 갈라쇼                                                                                               |
| --------- | --- | --- | --- |
| 2023-2024 | - Ashes (from 데드풀 2: 순한맛) by Celine Dion 안무 by 다닐 글라이켄가우즈                           | - My Love - The Devil You Know by 샤론 코박스 안무 by 다닐 글라이켄가우즈 | |
| 2022-2023 | 불출전 시즌                                                                                          | 불출전 시즌 | |
| 2021–2022 | - I'll Take Care of You by 베스 하트와 조 보나마사 안무 by 다닐 글라이켄가우즈                       | - Buenos Aires Hora Cero by 아스토르 피아졸라 수행 by 기돈 크레머 - El Tango de Roxanne (from 물랑 루즈) 수행 by 안나 데레스조프스카 안무 by 다닐 글라이켄가우즈                                   | - Fantasy for Violin and Orchestra (from 라벤더의 연인들) by 나이젤 헤스 안무 by 다닐 글라이켄가우즈 |
| 2020–2021 | - I'll Take Care of You by 베스 하트, 조 보나마사 안무 by 다닐 글라이켄가우즈                        | - Anna's Theme - Birth of the Red Violin (from 레드 바이올린) by 존 코릴리아노 - Agony Suite: III. Tango by 알프레트 시닛케 안무 by 다닐 글라이켄가우즈                                            | - Non, je ne regrette rien 수행 by 에디트 피아프                                                     |
| 2019–2020 | - Fantasy for Violin and Orchestra (from 라벤더의 연인들) by 나이젤 헤스 안무 by 다닐 글라이켄가우즈 | 고스트 - Unchained Melody/The Love Inside 수행 by 리처드 플리쉬만, 카이시 레비 - Suspend My Disbelief/I Had a Life 수행 by 리처드 플리쉬만, 카이시 레비, 앤드류 랭트리 안무 by 다닐 글라이켄가우즈 | |

## 경쟁사의 하이라이트
GP: 그랜드 프뤽스; JGP: 주니어 그랜드 프뤽스; CS: ISU 챌린저 시리즈
| 시니어 국제대회 | 시니어 국제대회 | 시니어 국제대회 | 시니어 국제대회 | 시니어 국제대회 | 시니어 국제대회 |
| 이벤트 | 19–20           | 20–21           | 21–22           | 22–23           | 23–24           |
| --- | --------------- | --------------- | --------------- | --------------- | --------------- |
| GP 최종 |                 |                 | C               |                 |                 |
| GP 컵 오브 차이나 |                 |                 | C               |                 |                 |
| GP 이탈리아 |                 |                 | 2nd             |                 |                 |
| GP 로스텔콤 |                 |                 | 3rd             |                 |                 |
| CS 바르샤바 컵 |                 |                 | 1st             |                 |                 |
| 부다페스트 트로피 |                 |                 | 1st             |                 |                 |
| 주니어 국제대회 |                 |                 |                 |                 |                 |
| 주니어 월드 | 4th             |                 |                 |                 |                 |
| JGP 프랑스 | 3rd             |                 |                 |                 |                 |
| JGP 라트비아 | 4th             |                 |                 |                 |                 |
| 데니스 텐 메모리얼 | 2nd             |                 |                 |                 |                 |
| 국내대회 |                 |                 |                 |                 |                 |
| 러시안 챔프 |                 | 5th             | 7th             |                 | 18th            |
| 러시안 주니어 챔프 | 5th             |                 |                 |                 |                 |
| 러시안 컵 (최종) |                 | 2nd             |                 |                 |                 |
| GPR 크라스노야라이 |                 |                 |                 |                 | 5th             |
| GPR 볼가 피루엣 |                 |                 |                 |                 | 5th             |
| 단체전 |                 |                 |                 |                 |                 |
| 채널 원 트로피 |                 | 2nd T 6th P     | 2nd T 6th P     |                 |                 |
| TBD = Assigned; WD = Withdrew, 기권 C = Event cancelled, 대회 취소 T = Team result, 팀 결과 P = Personal result, 개인 결과 단체전 결과에 한해 메달을 수여한다. |                 |                 |                 |                 |                 |

## 상세결과

### 상급자급
ISU 선수권대회에서만 수여하는 쇼트프로그램 및 프리프로그램 소정 메달. 개인 최고 기록은 볼드체로 강조하였다.
| 2023–2024 시즌          |                                       |         |          |              |
| 날짜                    | 이벤트                                | SP      | FS       | 총           |
| 2023년 12월 20~24일     | 2024 러시아 선수권 대회               | 9 68.40 | 18 95.90 | 18 164.30    |
| 2023년 11월 25~26일     | 2023년 컵 오브 러시아 시리즈 5차전    | 3 66.69 | 7 116.10 | 5 182.70     |
| 2023년 10월 27~20일     | 2023년 컵 오브 러시아 시리즈 3차전    | 8 62.06 | 5 131.16 | 5 193.22     |
| 2021–22 시즌            |                                       |         |          |              |
| 날짜                    | 이벤트                                | SP      | FS       | 총           |
| 2022년 3월 25~27일      | 2022 채널 원 트로피                   | 4 75.07 | 6 122.30 | 2T/6P 197.37 |
| 2021년 12월 21~26일     | 2022년 러시아 선수권 대회             | 9 69.36 | 8 147.82 | 8 217.18     |
| 2021년 11월 26~28일     | 2021년 로스텔레콤 컵                  | 5 64.72 | 2 154.97 | 3 219.69     |
| 2021년 11월 17~20일     | 2021 CS 바르샤바 컵                   | 1 69.24 | 2 124.78 | 1 194.02     |
| 2021년 11월 5~7일       | 2021 그란 프레미오 디'이탈리아        | 2 72.04 | 2 154.31 | 2 226.35     |
| 2021년 10월 14~17일     | 2021 부다페스트 트로피                | 2 72.82 | 1 152.09 | 1 224.91     |
| 2020–21 시즌            |                                       |         |          |              |
| 날짜                    | 이벤트                                | SP      | FS       | 총           |
| 2021년 2월 26일~3월 2일 | 2021년 러시아컵 결승전                | 4 73.77 | 1 162.19 | 2 235.96     |
| 2021년 9월 5일~7일      | 2021 피겨 스케이팅 러시아선수권 대회  | 5 75.05 | 6 136.75 | 2T/6P 211.80 |
| 2020년 12월 23~27일     | 2021년 러시아 선수권 대회             | 7 72.93 | 5 138.98 | 5 211.91     |
| 2020년 12월 9~10일      | 2020년 모스크바 선수권 대회           | 2 68.47 | 4 125.46 | 3 193.93     |
| 2020년 11월 8~12일      | 2020년 러시안 컵 4차 대회 비공인 대회 | 3 76.89 | 3 135.83 | 3 212.72     |
| 2020년 9월 18~22일      | 2020년 러시안 컵 1차 대회 비공인 대회 | 2 69.28 | 3 123.34 | 3 192.62     |

### 주니어 레벨
ISU 선수권 대회에서만 수여되는 쇼트프로그램과 프리프로그램의 소규모 메달. 개인 최고 기록은 볼드체로 강조하였다.
| 2019–2020 시즌     |                                  |         |          |          |
| 날짜               | 이벤트                           | SP      | FS       | 총       |
| 2020년 3월 2~8일   | 2020년 세계 주니어 선수권 대회   | 5 66.78 | 4 131.46 | 4 198.24 |
| 2020년 2월 4~8일   | 2020년 러시아 주니어 선수권 대회 | 6 67.68 | 5 136.72 | 5 204.40 |
| 2019년 10월 9~12일 | 2019 데니스 텐 메모리얼 챌린지   | 2 66.16 | 2 125.69 | 2 191.85 |
| 2019년 9월 4~7일   | 2019 JGP 라트비아                | 2 68.93 | 4 121.80 | 4 190.73 |
| 2019년 8월 21~24일 | 2019 JGP 프랑스                  | 1 67.72 | 5 111.60 | 3 179.32 |